# Erioptera notata
Erioptera notata är en tvåvingeart som beskrevs av de Meijere 1911. Erioptera notata ingår i släktet Erioptera och familjen småharkrankar. Inga underarter finns listade i Catalogue of Life.